# Giuvărăști
Giuvărăști es una comuna ubicada en el distrito de Olt, Rumania.

## Superficie
Posee una superficie de 31,72 kilómetros cuadrados.

## Demografía
Hasta 2021 la población era de 1924 habitantes, con una densidad de población de 60,66 habitantes por kilómetro cuadrado.